# Graf DK 60

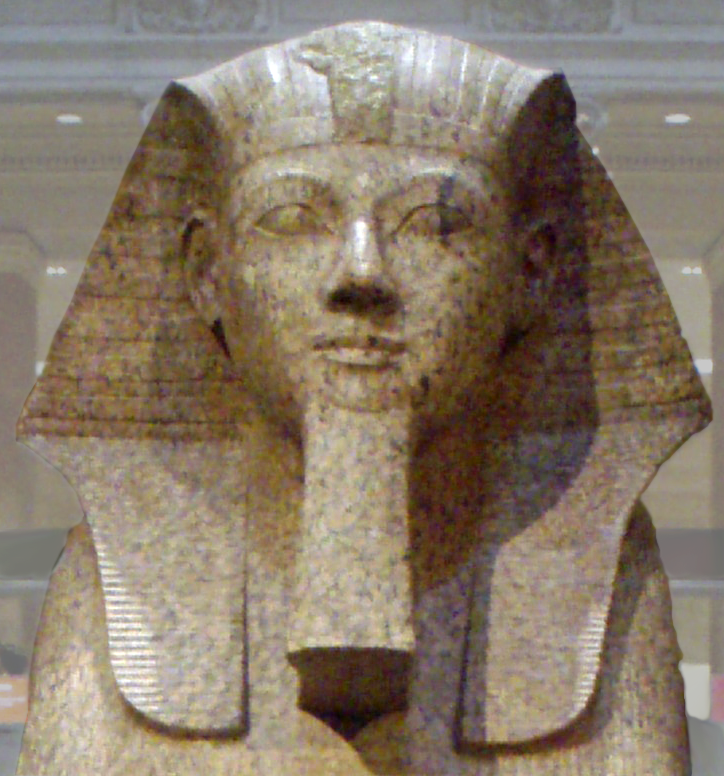
Granieten Sfinx

Graf DK 60 is een van de vreemdste graven in het dal der koningen. Het werd in 1903 ontdekt door Howard Carter. 
Hij ontdekte dat het graf in de oudheid was leeggeroofd, maar ze hadden twee mummies achtergelaten, samen met een paar laatste spullen. In 1906 werd de tombe opnieuw geopend door Edward Rusell Ayrton, en werd een van de mummies nader onderzocht. Het bleek een vrouw te zijn. Ze werd naar het museum in Caïro gebracht. De andere mummie werd achtergelaten. De mummie bleek een verpleegster te zijn, die al snel werd aangezien voor de koninklijke verpleegster uit het hof van Hatsjepsoet. Daarna begonnen de speculaties over de andere mummie. Misschien was het wel Hatsjepsoet, en was ze daar geplaatst door Thoetmosis III, die al haar sporen had geprobeerd uit te wissen. 
In 1990 werd de tombe herontdekt, omdat noch Carter, noch Ayrton er kaarten van hadden gemaakt. Ditmaal werd hij gevonden door Donald Ryan. Maar ze vonden er tekens die de theorie van Hatsjepsoet zowel voor- als tegenspraken. Want de mummie was een vrouw die in de koninklijke stand lag begraven (de handen lagen kruislings over haar borst), maar haar kist had plaats voor een valse baard alsof er een man in begraven moest liggen (zoals de farao's die hebben). Bovendien waren de potten in het graf er te jong voor. Die kwamen uit de tijd na de 20e dynastie. 
In 2007 is de mummie uit haar graf gehaald om haar te onderzoeken. Op 27 juni werd door Zahi Hawass bekendgemaakt dat de mummie uit DK 60 inderdaad Hatsjepsoet was.